# Поливаниха (река)
Полива́ниха — река на юге Иркутской области, правый приток Ушаковки. Длина реки 12 км.
Река протекает по Иркутскому району на юге Иркутской области близ заимки Поливанихи, СНТ Светлый Яр и Таёжник. Пересекает Голоустненский тракт на 25-м километре от его начала на стыке с улицей Дорожная. Протекает вдоль парка Лес Чудес. Притоки: реки Левая Поливаниха и Стрелка.